# Orient Express

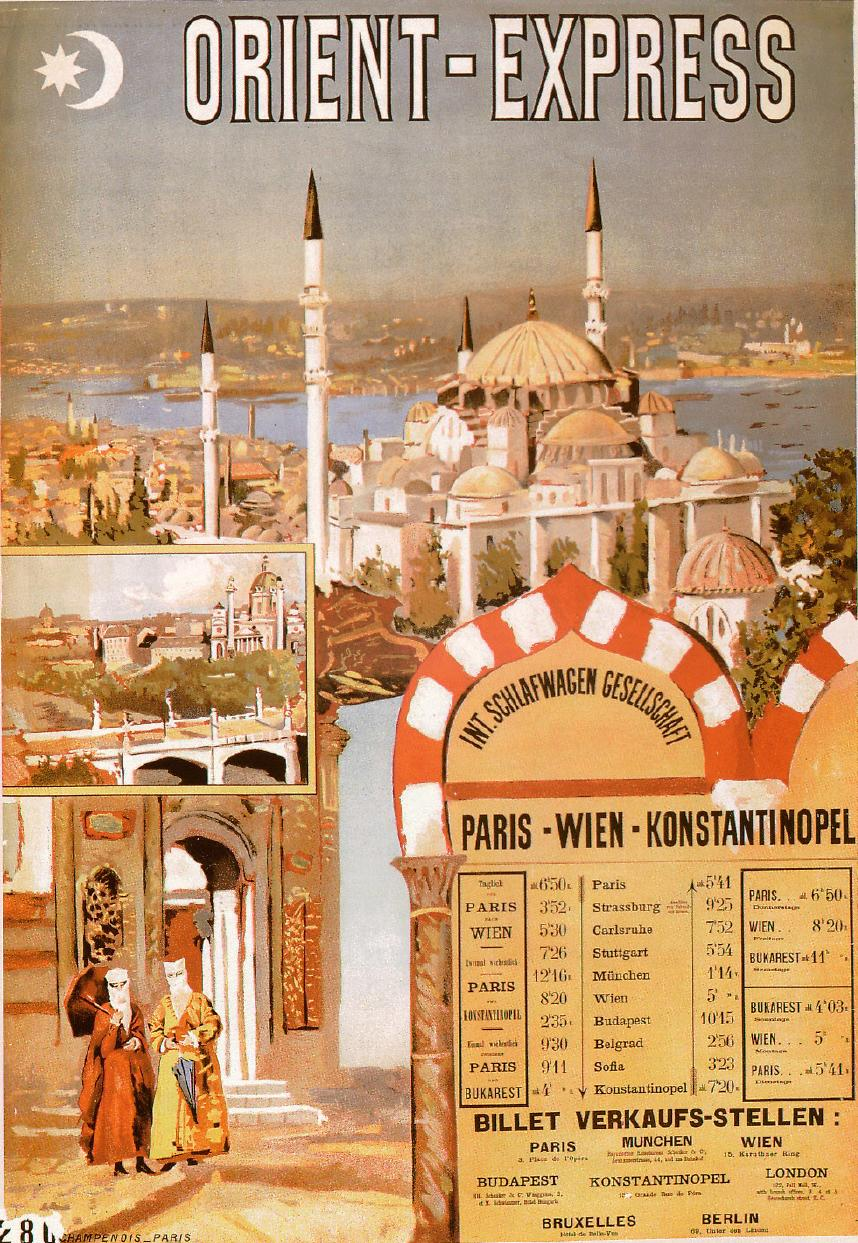
Afiș publicitar din 1891

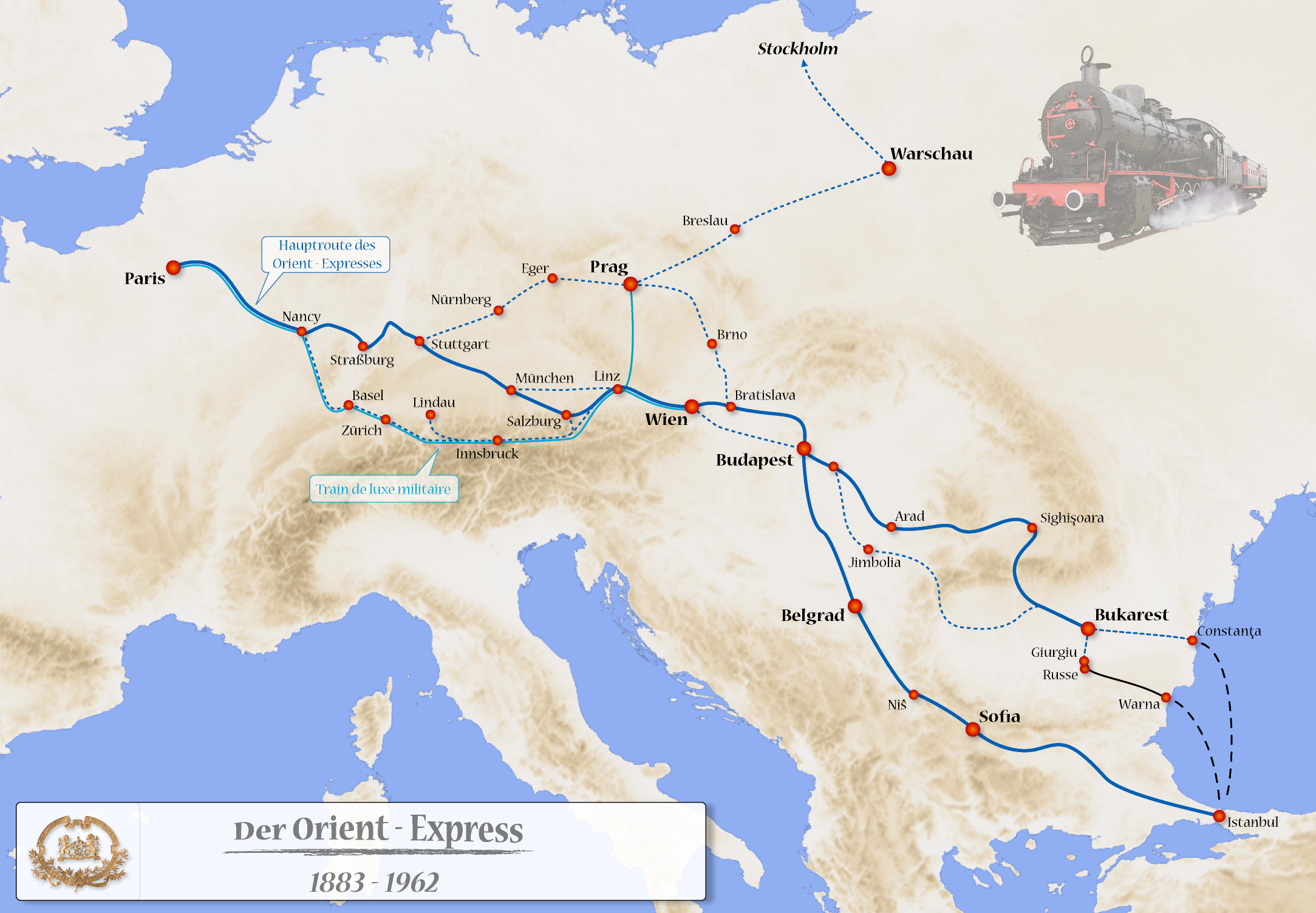
Rute ale trenului Orient Express

Orient Express, ortografiat o vreme în română și Orient Expres, a fost un tren de lung parcurs inițiat de Compagnie Internationale des Wagons-Lits (Compania internațională de vagoane de dormit) după modelul existent în Statele Unite și operat de Compania Pullman. Ruta trenului s-a schimbat de multe ori. Primul Orient Express a circulat din anul 1883 pe traseul Paris-München-Viena-Budapesta-București-Constantinopol (din 1930 Istanbul).
După Primul Război Mondial și până în anul 1962 a circulat în formula Simplon Orient Express, pe ruta Paris-Veneția-Istanbul, cu o grupă de vagoane spre București, care erau desprinse de trenul principal la Vinkovci. Traseul a fost stabilit la Conferința de Pace de la Paris din 1919 în așa fel încât să ocolească Germania, Austria și Ungaria, țările învinse în război. Simplon Orient Express a circulat zilnic în perioada interbelică. În 1940, în contextul izbucnirii celui de-Al Doilea Război Mondial, s-a renunțat la grupa de vagoane spre România. Ultimul tren Simplon Orient Express a circulat pe 26 mai 1962.
Acțiunea romanului Crima din Orient Express a fost plasată de Agatha Christie în Simplon Orient Express.

## Rutele originale (1883-1914)

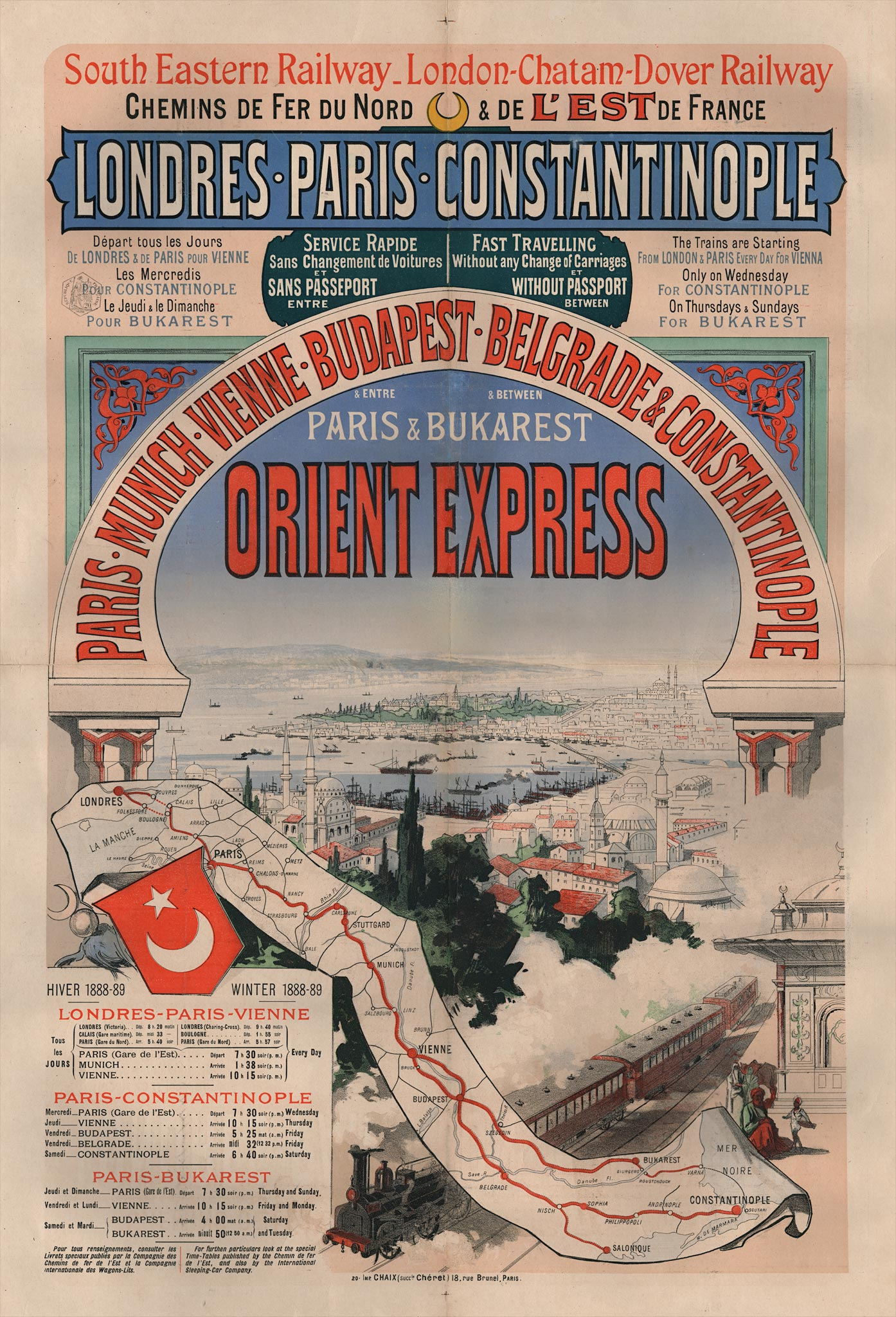
Publiciate din epocă

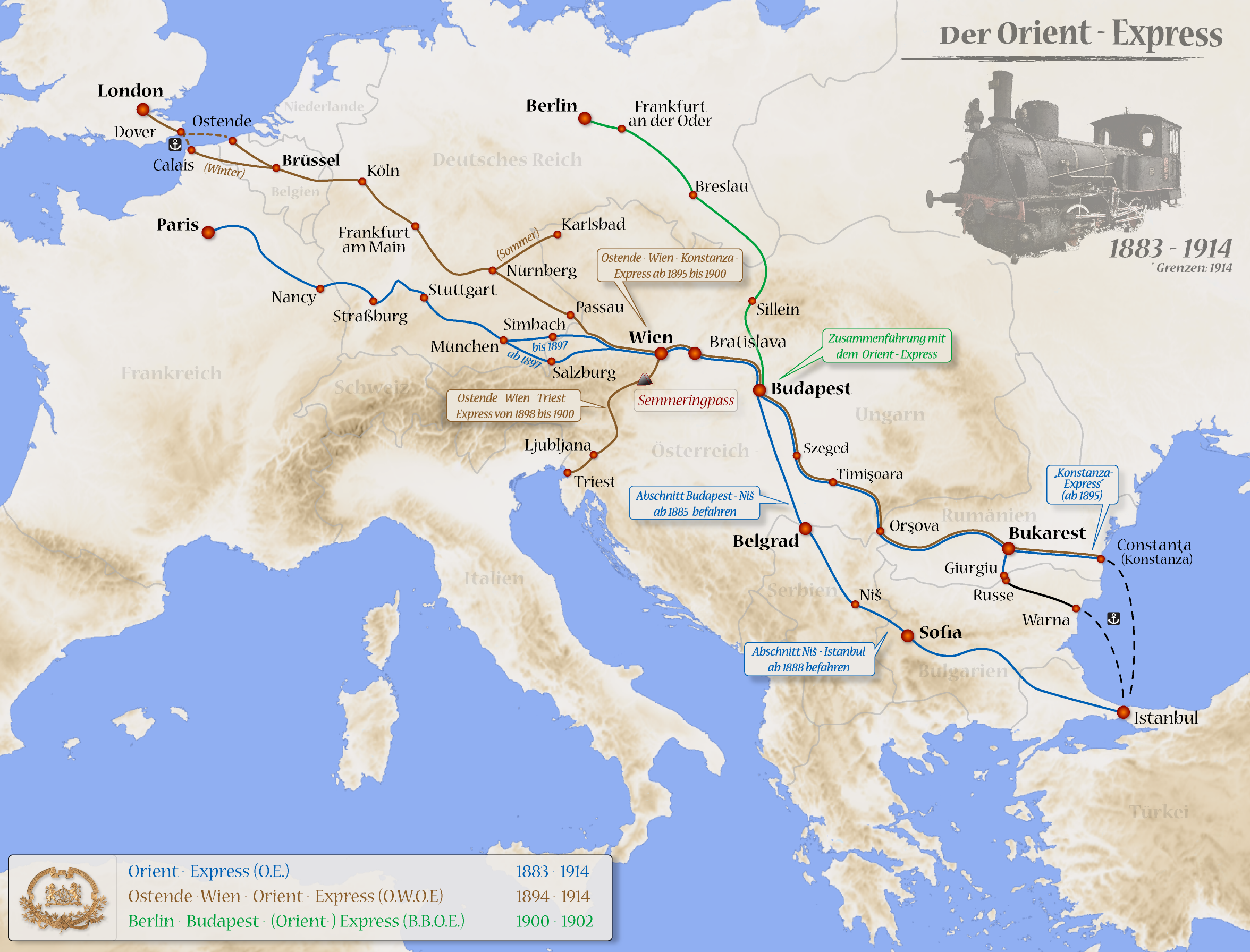
Orient Express 1883 - 1914

Primul tren Orient Express a fost pus în circulație la 5 iunie 1883 și a unit Parisul de Constantinopole prin Nancy - Strasbourg - München - Viena - Budapesta - Szeged - Jimbolia - Timișoara - Caransebeș - Vârciorova - Craiova - Piatra Olt - Pitești - București - Giurgiu - Smârda (2.627 km). De acolo pasagerii erau transportați cu feribotul peste Dunăre la Ruse, în Bulgaria, pentru a lua un alt tren spre Varna, unde urma o nouă transbordare, pe un pachebot al companiei austriece Lloyd, cu care pasagerii ajungeau, după un voiaj ce însuma 83 de ore și 30 de minute, la Constantinopole (Istanbul). În 1885 a fost deschisă o nouă rută, de această dată se ajungea la Istanbul pe calea ferată prin Viena și Belgrad, două transporturi la Niș și Plovdiv, apoi până la Istanbul pe cale ferată. După deschiderea podurilor peste Dunăre, de la Fetești și Cernavodă, construite de inginerul român Anghel Saligny, traseul trenului a fost prelungit până la Constanța, de unde pasagerii erau preluați de vapoarele Serviciului Maritim Român.

## Perioada interbelică (1918-1940)
La începutul Primului Război Mondial, în 1914, serviciul pe această linie a fost întrerupt. A fost reluat la sfârșitul ostilităților, în 1918, iar în 1919, prin deschiderea tunelului Simplon, lung de aproximativ 20 de km, s-a permis accesul spre Istanbul via Milano, Veneția și Trieste. Serviciul pe aceasta rută se numea Simplon Orient Express și a fost folosit pentru a descongestiona traficul de pe ruta veche. Tratatul de la Saint-Germain prevedea ca Austria să accepte acest tren. Înainte, Austria accepta să treacă trenuri pe teritoriul ei doar dacă trenul respectiv trecea prin Viena.

### Anii '30: apogeul
Anii 1930 au fost perioada de glorie a Orient Express-ului, cu trei servicii funcționând în paralel: Orient Express (traseul clasic), Simplon Orient Express (prin Italia), și Arlberg Orient Express, care circula via Zürich și Innsbruck spre Budapesta, cu vagoane de dormit rulând de acolo spre București și Atena. În aceasta perioadă, Orient Express-ul și-a căpătat reputația pentru confortul și luxul său, având în garnitură vagoane de dormit și vagoane-restaurant, cunoscute pentru calitatea bucătăriilor lor. Principalii clienți erau membri ai familiilor regale și aristocrați, diplomați și oamenii de afaceri.

## După Al Doilea Război Mondial
La începutul celui de al Doilea Război Mondial serviciul a fost din nou întrerupt, cu excepția câtorva segmente care au mai funcționat o vreme, ca de exemplu ruta München–București până în mai 1940, și Lausanne–Istanbul până în aprilie 1941.
După război, în 1945, serviciul a fost reluat, excepție făcând varianta spre Atena, unde închiderea graniței dintre Grecia și Iugoslavia a blocat această rută. Această graniță a fost redeschisă în 1951, dar închiderea graniței dintre Bulgaria și Turcia între 1951 și 1952 a întrerupt accesul trenurilor spre Istanbul. Serviciul a continuat și după coborârea  Cortinei de Fier, dar țările comuniste au început să înlocuiască vagoanele originale vechi cu altele proprii.

## Orient Express Direct(1962-1977)
Până în 1962 Orient Express și Arlberg Orient Express și-au încetat activitatea, rămânând activ doar Simplon Orient Express. Acesta a fost înlocuit în 1962 de un serviciu mai lent numit Direct Orient Express, care făcea curse zilnice între Paris și Belgrad și de doua ori pe săptămână de la Paris spre Istanbul și Atena.
În 1971 compania Wagon-Lits a încetat să mai ruleze propriile vagoane sub nume propriu și să primească venituri prin suplimentele de pe bilete. Și-a vândut sau închiriat vagoanele altor companii naționale, dar a continuat să asigure personalul pentru vagoane. În 1976 cursa Paris-Atena a fost anulată, iar în 1977 trenul Direct Orient Express dintre Paris și Istanbul a fost anulat, ultima călătorie dintre cele două orașe având loc pe data de 19 mai a acelui an.